# جريدة التغذية البشرية وعلوم الأغذية
جريدة التغذية البشرية وعلوم الأغذية هي جريدة طبية مُراجعة تصدر كل شهرين تغطي علوم التغذية وعلاقتها بالبشر. تأسست الجريدة في عام 1982 باسم جريدة التغذية البشرية. التغذية التطبيقية، والتي كانت واحدة من اثنتين من المجلات التي حلت محل جريدة التغذية البشرية. في عام 1988،دُمجت جريدة التغذية البشرية. التغذية التطبيقية وجريدة التغذية البشرية. التغذية الطبية تحت مُسمى المجلة الأوروبية للتغذية السريرية، وعندها تم تأسيس جريدة التغذية البشرية وعلوم الأغذية كمجلة خاصة بها. يُصدر الجريدة جون ويلي وسون نيابةً عن الجمعية البريطانية للتغذية، وهي الجريدة الرسمية. رئيس التحرير هو سايمون لانغلي إيفانز من جامعة نوتنغهام. وفقًا تقارير الاستشهاد بالمجلات الأكاديمية، امتلكت الجريدة عامل تأثير في عام 2017 بمقدار 2.681، حيث صنفتها في 42 من 83 دورية في فئة «التغذية وعلم التغذية».

## روابط خارجية
- الموقع الرسمي